# HMAS Nizam (G38)
«Нізам» (G38) (англ. HMAS Nizam (G38) — військовий корабель, ескадрений міноносець типу «N» Королівського військово-морського флоту Великої Британії та Королівського австралійського ВМФ за часів Другої світової війни.
«Нізам» був закладений 27 липня 1939 року на верфі компанії John Brown & Company, Клайдбанк. 19 грудня 1940 року увійшов до складу Королівських ВМС Великої Британії.